# Луковкин, Владимир
Владимир Луковкин (род. 8 марта 1974) — российский легкоатлет, специалист по толканию ядра. Выступал на профессиональном уровне в 1993—2001 годах, серебряный и бронзовый призёр чемпионатов России, победитель первенств всероссийского значения, участник ряда крупных международных турниров. Представлял Ростовскую область и Вооружённые силы. Мастер спорта России.

## Биография
Владимир Луковкин родился 8 марта 1974 года. Занимался лёгкой атлетикой в Ростове-на-Дону, проходил подготовку под руководством заслуженного тренера России Николая Андреевича Копанёва. Выступал за Профсоюзы и позднее за Вооружённые силы.
Впервые заявил о себе в сезоне 1993 года, когда вошёл в состав российской сборной и выступил на юниорском европейском первенстве в Сан-Себастьяне, где в зачёте толкания ядра занял итоговое девятое место. В том же сезоне выполнил норматив мастера спорта.
В 1998 году показал шестой результат на зимнем чемпионате России в Москве. Превзошёл всех соперников на домашнем турнире в Ростове-на-Дону, установив при этом свой личный рекорд в толкании ядра на открытом стадионе — 19,12 метра. На летнем чемпионате России в Москве с результатом 18,44 выиграл серебряную медаль, уступив лишь петербуржцу Сергею Николаеву.
Зимой 1999 года получил серебро на турнире в Шахтах, взял бронзу на зимнем чемпионате России в Москве, с личным рекордом в помещении 18,91 победил на всероссийских соревнованиях в Москве. Летом отметился победой на первенстве Вооружённых сил в Ростове-на-Дону, стал четвёртым на летнем чемпионате России в Туле, принимал участие во Всемирных военных играх в Загребе.
В 2000 году стал бронзовым призёром на первенстве Вооружённых сил в помещении в Москве и на зимнем чемпионате России в Волгограде, показал 12-й результат на летнем чемпионате России в Туле.
В 2001 году был четвёртым на первенстве Вооружённых сил в Москве и 13-м на зимнем чемпионате России в Москве. По окончании сезона завершил спортивную карьеру.